# Oedaleus nigrofasciatus
Oedaleus nigrofasciatus är en insektsart som först beskrevs av De Geer 1773.  Oedaleus nigrofasciatus ingår i släktet Oedaleus och familjen gräshoppor. Inga underarter finns listade i Catalogue of Life.